# Benna (Italia)
Benna (Bënna in piemontese) è un comune italiano di 1 169 abitanti della provincia di Biella in Piemonte.

## Origini del nome
Nel corso dei secoli, intanto, accanto ai cambiamenti imposti dall'avvicendarsi delle generazioni e dalle intemperie climatiche e politiche, lentamente si assesta anche un elemento minore, ma non per questo privo di interesse documentario qual è il nome del luogo le cui vicende si trattano.

La località è chiamata Bayna nel diploma di Ottone III; Benæ in quello di Federico Barbarossa. Torna ad essere citata come Bayna nella Pergamena del Consegnamento del 1290 ed in successivi verbali di visita dei priori bennesi ai monasteri benedettini della Lombardia nel 1309.

Nel Giuramento di fedeltà reso dagli uomini di Benna a Filiberto Ferrero, loro signore feudale il 13 luglio 1539, torna la versione latinizzata del nome del paese: Benæ. A partire da un Atto di Lite dell'11 agosto 1583 della Comunità di Candelo viene usato il nome nella forma Bena, e così si continuerà ancora a fare fino al 1721.

Il primo documento ufficiale che riporta il nome del Comune nella forma ancora oggi invalsa è proprio quello oggetto di questa trattazione, datato 1774.

Benna è voce della lingua celtica, con un significato triplice attestato: "cesta", "capanna" e "carretto" (forse il più tardo). Sebbene si tratti di oggetti differenti, esiste un elemento comune a tutti, se pensiamo al tipo di società, di civiltà, che si esprimeva nel linguaggio dei progenitori Celti. Tale comunanza è data dai materiali che venivano usati per realizzare tali manufatti: il legno, le frasche, il vimini, la paglia.

Passiamo al piemontese, e ritroviamo il termine bënna che continua a mantenere una delle tre precedenti accezioni, quella di capanna, casupola di rami e paglia. Si tratta di un nome non infrequente nella toponomastica della nostra regione, come confermato — fra le altre a mo' di esempio — dalla località Benne, frazione del comune di Corio in provincia di Torino. Val la pena di ricordare che, nel parlato locale, il nome del paese è reso nella forma declinata Ben-a.

Lo stemma comunale (concesso al paese il 17 settembre 1689) viene considerato, in termini araldici, un'arma parlante, raffigurante il soggetto che dà il nome al titolare del blasone: in questo caso una capanna, appunto.
Sebbene vi sia chi giudichi la prova costituita dallo stemma un elemento di scarso valore poiché risalente ad un'epoca tarda, a giudizio di chi scrive, invece, almeno nel caso bennese possiamo considerare lo scudo araldico il suggello iconografico di un'etimologia ragionevolmente certa, per un piccolo borgo, cresciuto là dove sorgevano povere capanne di contadini, costruite in un tempo lontano e incognito, in una radura vicina ad un ruscello, fra le foreste delle Baragge.

Difficilmente applicabili alle origini del nome del Comune considero invece quelle interpretazioni che partendo da toponimi quali Bagena, Bagiena, Baiena, ci conducono dritti a Bene Vagienna, comune in provincia di Cuneo, antica città romana di Augusta Bagiennorum, ossia Augusta dei Bagienni (anche Vagienni): popolazione celtico-ligure insediata in quell'angolo del Piemonte e conquistata da Roma.

## Storia
Le origini del popolamento sul territorio di Benna sono ignote. Da un recente lavoro di ricerca toponomastica sono emersi degli approfondimenti etimologici su alcune denominazioni di località che potrebbero far pensare che un primitivo insediamento dell'area potrebbe essere avvenuto in epoca longobarda. Si è avuto infatti modo di individuare un gruppo di nomi derivati da antiche lingue tedesche. Di influenza germanica sono infatti i toponimi Fangazzo, Rigona e Giardino; e se è probabile che l'ultimo nulla abbia a spartire con la storia sconosciuta di Benna avanti l'anno Mille, i due iniziali invece si può supporre che siano testimonianza linguistica dell'VIII secolo, sviluppatisi insieme ad altri sei toponimi ascrivibili ad una radice longobarda. Cinque di essi: Bovarone (antico Muarono), Fornace, Gaggio, Lamazze e Margone che ancora compaiono nell'elenco dei toponimi esistenti, ed un sesto – Renga – riportato da una pergamena della fine del XIII secolo, per aree oggi differentemente denominate (Cantarana e Campobono).

Si tratta, a ben vedere di frammenti, in grado però di prospettare l'esistenza di un insediamento su queste contrade in età anteriore al X-XI secolo, da parte di soggetti che avevano assorbito l'influenza culturale della civilizzazione longobarda.

Il primo riferimento storico documentario è invece un diploma di Ottone III di Sassonia. Nel 999 l'imperatore sta contrastando le aspirazioni egemoniche del marchese Arduino di Ivrea, che gli contende la corona d'Italia. Arduino ricorre con forza alle armi contro i fedeli di Ottone, specie contro i vescovi-conti: fra essi il potente vescovo di Vercelli. La lotta durerà anni con alterne fortune. Proprio a favore del vescovo eusebiano, Ottone III emana una serie di diplomi per garantirgli il possesso di beni, terre, castelli, villaggi, già appartenuti ad Arduino o a suoi fedeli. In uno di questi rescritti imperiali, redatto a Roma il 7 maggio 999, per la prima volta compare il nome della località di Benna, legato ad uno dei partigiani di Arduino, Olrico, spogliato del patrimonio a favore del vescovo Leone. La citazione ci offre una testimonianza doppiamente importante, non solo per il fatto di menzionare il borgo, ma soprattutto perché ce ne lascia intendere una relativa importanza, per l'epoca, tanto da essere usato a mo' di predicato per identificare quell'Olrico, che di Benna poteva essere il signore feudale, o comunque che a Benna doveva avere cospicui possessi tali da giustificare che la definizione «di Benna» assurgesse quasi a suo cognome. Considerazioni queste dalle quali non può non discendere la ragionevole supposizione che nell'anno del Signore 999 il villaggio di Benna esistesse già da parecchio tempo.

Sono, quelli dell'XI secolo, gli anni in cui a Benna sorgono, oltre alla parrocchiale dedicata a san Pietro Apostolo, una chiesa ed un priorato benedettino, dipendenti direttamente da Cluny, intitolati a san Giovanni Evangelista. Contestualmente si sviluppa il castello.

Il controllo di Benna, nel corso dei secoli passa a varie famiglie. Talvolta il feudo bennese è assegnato ad un solo beneficiario, talaltra la signoria assume le forme dell'infeudazione consortile, con più titolari di proprietà e diritti feudali.

Nel 1155 Federico Barbarossa concede il luogo a Giovanni e Bonifacio di Biandrate. Nel corso delle sue numerose campagne in Italia, volte a imporre il predominio imperiale sui comuni riottosi, Federico ebbe necessità di premiare la fedeltà dei nobili che si mantenevano obbedienti ai voleri della corona. Nel periodo in cui il suo esercito stava assediando Tortona, Federico, desiderando assicurarsi l'appoggio dell'importante famiglia dei conti di Biandrate, emana un diploma in cui concede il controllo su Benna ai fratelli Bonifacio e Giovanni.

Nel XIII secolo su Benna si intrecciano attribuzioni di diritti assegnati ad uno dei rami della famiglia Avogadro ed ai marchesi di Cavaglià. A questo periodo risale il documento più antico conservato nell'archivio comunale, una pergamena, detta "Del Consegnamento" datata 2 novembre 1290, e relativa ai beni ed ai diritti spettanti al monastero benedettino di San Giovanni Evangelista. Si tratta di un'importante, ancorché parziale, immagine della realtà locale medievale, dalla quale emerge con forza la cifra di un'epoca in cui era in corso lo scontro fra i contadini, mossi dai monaci in primo luogo, e la selva che ricopriva buona parte della vallicella (così come amplissime parti del Biellese e del Vercellese, per mantenerci alle aree prossime a chi scrive). Il nemus subiva i primi decisivi colpi, tanto che oggi a ricordarne le antiche estensioni sopravvivono poche denominazioni di località, il più delle volte affiancate ai toponimi della "conquista" agricola del territorio (Bosco del Monastero, Bosco della Chiesa, accanto ad Armondà, Roncà). Il quadro che si ricava dalla veneranda cartapecora è quello di una comunità dedita alle attività rurali. Negli usi della terra il campo si colloca a fianco del prato stabile quanto a numero di citazioni. Frequenti sono le menzioni di vigne — in località dove già nel Settecento se ne era perduta qualsiasi memoria — specie nella coltivazione ad alteno. Non mancano ovviamente le indicazioni sulla presenza di canapeti, frutteti e castagneti. Il tutto affiancato da aree di incolto (zerbij) e bosco. Non viene menzionata la presenza di mulini sul territorio della Comunità, la quale doveva probabilmente essere obbligata a far macinare in quelli di proprietà della famiglia Avogadro esistenti nell'area di Candelo.

La presenza degli Avogadro, giunti in possesso di un ampio patrimonio fondiario nel territorio del Comune in virtù della loro posizione di vassalli del vescovo-conte di Vercelli, si mantiene stabile nel paese, e fa nascere un ramo di questa famiglia con il predicato "di Benna", la cui prima attestazione risale al 1365.

Fra il 1335 ed il 1341, le lotte fra i Visconti da una parte ed il vescovo di Vercelli e gli Avogadro dall'altra, coinvolgeranno anche il villaggio di Benna, dove il complesso di San Giovanni sarà devastato ed incendiato. Altri saccheggi si ebbero dopo il 1342.

A tale epoca turbolenta ne seguì un'altra con le guerre fra i Savoia e i Visconti che coinvolgono anche il Biellese, come noto, e Benna subisce di nuovo gravi distruzioni e lutti nel corso di un'incursione dei mercenari guidati da Facino Cane, al soldo di Milano: è il 1402. Due anni dopo gli Avogadro di Benna, prima, e la Comunità successivamente, faranno atto di sottomissione ai Savoia, fors'anche per ottenere maggiore protezione in caso di conflitto. L'entità delle perdite e dei danni subiti dal paese durante il sacco del 1402 è testimoniato ancora cinque anni più tardi, con provvedimenti di esonero dal pagamento della tassa di focatico.

Nel 1479, Sebastiano, finanziere dell'importante famiglia biellese dei Ferrero, acquista dal duca di Savoia l'investitura feudale di Benna, compresa nel territorio della contea detta di Gaglianico, Candelo e Sandigliano. Il legame fra Benna ed i Ferrero (poi Ferrero-Fieschi, prima marchesi ed in seguito principi di Masserano), durerà sino all'estinzione del casato, e si svolgerà attraverso una serie di alti e bassi, con i rappresentanti della Comunità spesso obbligati a difendere gli interessi delle famiglie contro le velleità dei principi. Frequenti le liti e gli arbitrati per sanarle. Anche sulle nomine dei parroci di San Pietro si ebbero scontri potenti.
Sotto i Ferrero-Fieschi Benna vede profonde trasformazioni ai principali complessi edificati. Viene ricostruita e ampliata la chiesa parrocchiale romanica divenuta piccola e vetusta, che assume fattezze rinascimentali, dimensioni maggiori e, probabilmente, un nuovo orientamento verso ovest (vale a dire verso il castello che di fatto sorge sul bordo dell'abitato); ed anche il maniero si trasforma, gradualmente, da baluardo militare in dimora signorile di campagna e centro degli interessi agricoli della famiglia principesca.

Committenti di importanti monumenti nella città di Biella (chiesa e chiostro di San Sebastiano, ai piedi del Piazzo dove sorgeva il loro palazzo), i Ferrero coinvolgono anche il loro possesso campagnolo nel programma edilizio, creando un comune denominatore artistico fra le memorie architettoniche di Benna e quelle della città.
Sempre sotto la signoria dei Ferrero Fieschi si sarebbe inoltre realizzato anche a Benna un ricetto la cui memoria, seppure non più viva, è però conservata sia in documenti che lo citano, sia dalla struttura a piccole cellule abitative tuttora presente in uno dei quartieri del centro abitato.

Fra il 1647 ed il 1650, nel contesto della guerra civile tra "madamisti" e "principisti", il borgo conosce ancora una volta saccheggi e distruzioni, da parte dell'esercito spagnolo. A tali ferite fisiche e morali vale la pena di aggiungere quella culturale irrimediabile derivante dalla perdita dell'archivio parrocchiale degli anni antecedenti il sacco.

### Simboli
(Descrizione araldica dello stemma)
Un primo stemma, pressoché identico alla forma attuale, era stato concesso con il consegnamento del 17 settembre 1689, successivamente riconosciuto, privo della figura della colomba, con decreto del capo del governo dell'8 agosto 1931.
(Descrizione araldica del gonfalone)
(Descrizione araldica della bandiera)
Lo stemma e il gonfalone sono stati concessi con l'apposito decreto del Presidente della Repubblica datato al 14 aprile 1992. La bandiera è stata concessa con il D.P.R. del 15 luglio 2011.

## Monumenti e luoghi d'interesse

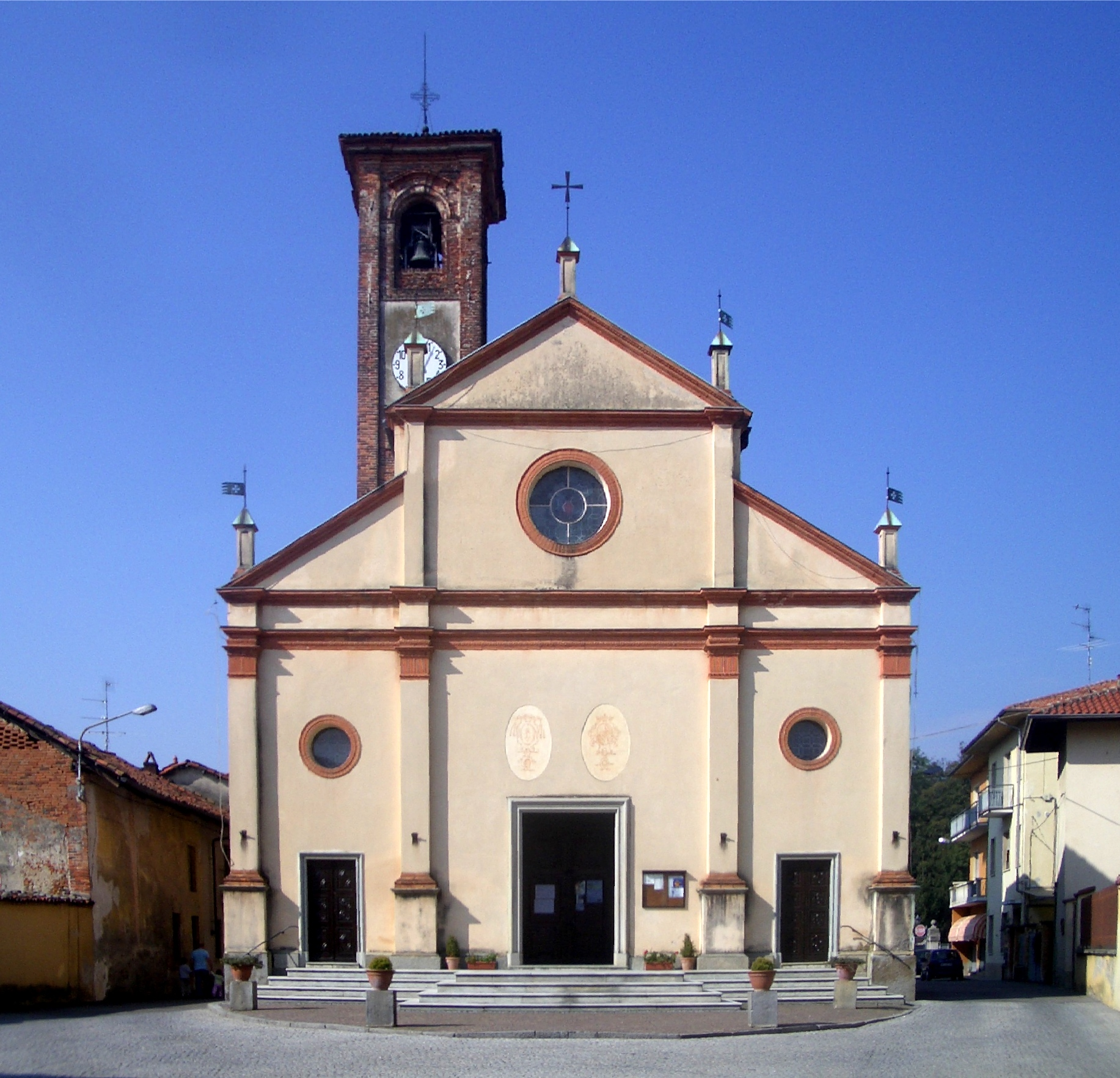
Benna, Parrocchiale di San Pietro

- Parrocchiale di San Pietro, chiesa rinascimentale che custodisce interessanti testimonianze della pittura del primo cinquecento nel biellese;
- Oratorio della Madonna delle Grazie;
- Riserva naturale orientata delle Baragge, Parco riserva naturale utilizzata anche per le esercitazioni militari. È considerata l'ultima savana italiana.

## Società

### Evoluzione demografica
Abitanti censiti

## Infrastrutture e trasporti
Tra il 1890 e il 1933 Benna fu servita dalla tranvia Vercelli-Biella.

## Amministrazione

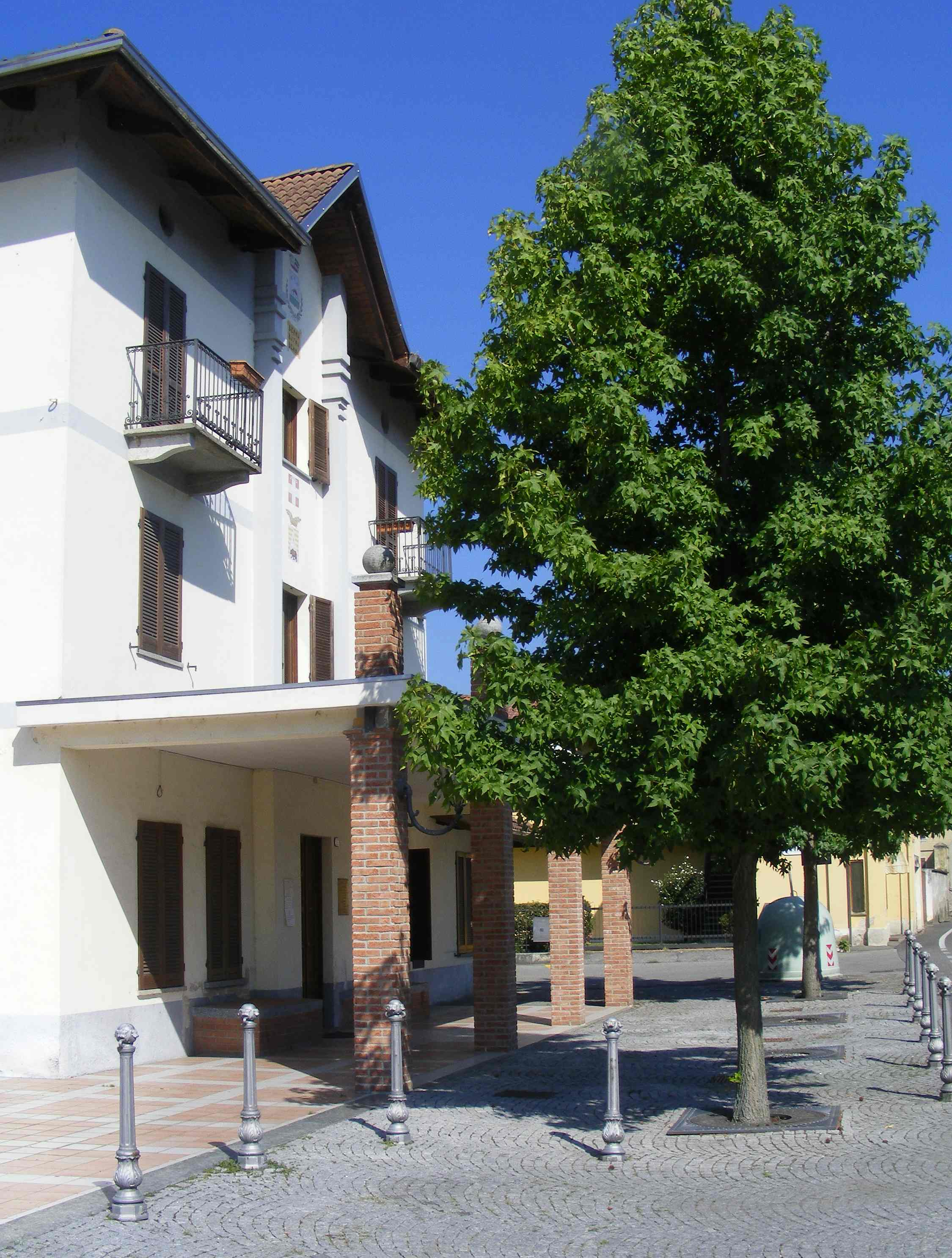
Il municipio

| Periodo | Periodo | Primo cittadino | Partito                      | Carica  | Note |
| ------- | ------- | --------------- | ---------------------------- | ------- | ---- |
| 2004    | 2009    | Claudio Bracco  | lista civica                 | Sindaco |      |
| 2009    | 2014    | Mauro Nicoli    | lista civica Uniti per Benna | Sindaco |      |
| 2014    | 2019    | Mauro Nicoli    | lista civica Uniti per Benna | Sindaco |      |